# O Carballiño
O Carballiño – gmina w Hiszpanii, w prowincji Ourense, w Galicji, o powierzchni 54,33 km². W 2011 roku gmina liczyła 14 246 mieszkańców.